# 愛媛オレンジバイキングス
愛媛オレンジバイキングス（えひめオレンジバイキングス、英: Ehime Orange Vikings）は、愛媛県をホームタウンとするプロバスケットボールチーム。運営法人は株式会社エヒメスポーツエンターテイメント。2005年に大分ヒートデビルズとして創設され、現在はB2リーグの西地区に所属している。
bjリーグ初年度の2005-06シーズンに大分県をホームタウンとする大分ヒートデビルズとして誕生。2015-16シーズンのみ大分県と愛媛県のダブルフランチャイズ制となり、大分・愛媛ヒートデビルズに変更した。2016-17シーズンよりホームタウンは愛媛県のみとなり、現クラブ名に変更した。

## 概要
bjリーグ初年度の2005-06シーズンに大分県をホームタウンとする大分ヒートデビルズとして誕生。2015-16シーズンのみ大分県と愛媛県のダブルフランチャイズ制となり、大分・愛媛ヒートデビルズに変更した。2016-17シーズンよりホームタウンは愛媛県のみとなり、現クラブ名に変更した。
チーム名の「オレンジバイキングス」は愛媛県の代表的な農産物であるみかんと、瀬戸内海の水軍に由来する。燃えるような情熱と、瀬戸内の水軍のような荒々しさを持って戦い抜いていく、という思いを込めている。チームカラーもオレンジ。運営母体は松山市のエヒメスポーツエンターテインメント
2015-16シーズンまでの「ヒートデビルズ」は、別府市の別府温泉の「熱」とファン（ブースター）の熱気、有名な観光スポット「別府地獄めぐり」の「地獄」の番人「閻魔様」ならぬ、鬼＝「デビル」をイメージした造語。チームカラーは大分県の県鳥・メジロや特産品のカボスをイメージした「グリーン」（2013-14シーズンより）。大分と愛媛のダブルフランチャイズとなった2015-16シーズンはグリーンに加えて、「オレンジ」も使用しており、大分県内のホームゲームではグリーン、愛媛県内ではオレンジを基調としたユニフォームを着用していた。

### チームカラー
2005-06シーズン〜2008-09シーズン
    デビルズブルー、    黒、    赤
2009-10シーズン〜2012-13シーズン
    黒、    白
2013-14シーズン〜
    緑
2015-16シーズン〜
    緑、    橙
2016-17シーズン〜
    橙

### ユニフォームスポンサー （2023-24シーズン）
- 前面：モバイルコム（左肩）
- 背面：学校法人河原学園（背番号上部）、三福ホールディングス（選手名下部）
- パンツ：人間環境大学（右前腰部）、キスケ（右前太もも上）、ヒカリ（右前太もも中央）、三浦工業（右前太もも下）、オオノ開發（左前上）、愛媛新聞社（左前中央）、伊予銀行（左前下）、愛媛日産自動車（右後ろ）

#### 過去のユニフォームスポンサー
- 株式会社 O-RID
- 株式会社日田天領水
- 大分みらい信用金庫
- 株式会社エーワン）
- B-Con Plaza
- みやこプロジェクト
- 大分県（「おんせん県おおいた」キャンペーンロゴ。資金提供はなし）
- 菅公学生服（ユニフォーム表記は「KANKO」）

#### ユニフォームサプライの遍歴
- 2005年 - 2011年：OZAKI
- 2011年 - 2013年：ミズノ
- 2013年 - 2014年：KANKO
- 2014年 - 2016年：PENALTY
- 2016年 - 2017年：ブル・ファイト
- 2017年 - 2019年：アップセット
- 2019年 - 現在：BFIVE

### 歴代ユニフォーム
| HOME      | HOME      | HOME      | HOME      | HOME      |
| --------- | --------- | --------- | --------- | --------- |
| 2017 - 18 | 2018 - 19 | 2019 - 20 | 2020 - 21 | 2021 - 22 |
| 2022 - 23 | 2023 - 24 | 2024 - 25 | 2025 - 26 |           |
|           |           |           |           |           |

| AWAY      | AWAY      | AWAY      | AWAY      | AWAY      |
| --------- | --------- | --------- | --------- | --------- |
| 2017 - 18 | 2018 - 19 | 2019 - 20 | 2020 - 21 | 2021 - 22 |
| 2022 - 23 | 2023 - 24 | 2024 - 25 | 2025 - 26 |           |
|           |           |           |           |           |

| 2020 - 21 3rd 5周年 | 2022 - 23 3rd | 2023 - 24 3rd |
|                     |               |               |

### ホームゲームアリーナ
ヒートデビルズ時代のホームアリーナはビーコンプラザおよびべっぷアリーナ（ただし2013-14シーズン以降はビーコンプラザでの開催はない）。この他、大分県立総合体育館、佐伯市総合体育館、コンパルホール多目的ホール、かんぽの郷宇佐体育館、日田市総合体育館、中津市総合体育館・ダイハツ九州アリーナ、大原総合体育館（豊後大野市三重町）、杵築市文化体育館でも主管試合を行っている。2015-16シーズンの愛媛開催は伊予市しおさい体育館、宇和島市総合体育館、伊予三島運動公園体育館などを使用したが、松山市での開催はなかった。
オレンジバイキングス発足後のホームゲームは松山市の松山市総合コミュニティセンター、愛媛県総合運動公園体育館を中心として愛媛県内全域で開催されている。2シーズン目は2017年10月に国民体育大会が行われる都合上、県総合運動公園での試合がなくなり、松山市内での開催はコミセン1か所となった。2021-22シーズンに初めて愛媛県武道館で開催した。
Bリーグ発足後の会場別試合数は次の通り。
| 年度    | 参加 クラス | ホーム ゲーム数 | 松山市内 | 松山市内 | 松山市内 | その他                          |
| 年度    | 参加 クラス | ホーム ゲーム数 | コミセン | 県総合   | 武道館   | その他                          |
| 2016-17 | B2          | 30              | 8        | 8        |          | 伊予市6 伊予三島2 宇和島4 大洲2 |
| 2017-18 | B2          | 30              | 20       | 0        |          | 宇和島4 伊予市2 伊予三島4       |
| 2018-19 | B2          | 30              | 20       | 2        |          | 伊予市3 宇和島2 伊方2 今治1     |
| 2019-20 | B2          | 23(30)          | 14(20)   | 5        |          | 伊予市2(3) 伊方2                |
| 2020-21 | B2          | 30              | 16(18)   | 7        |          | 伊方4(2) 伊予市3                |
| 2021-22 | B2          | 24(30)          | 16(18)   | 0        | 4(6)     | 今治2(4) 伊方2                  |
| 2022-23 | B2          | 30              | 20       | 2        | 4        | 伊予市2 伊方2                   |

括弧内は開催予定だった試合数
※会場凡例
コミセン - 松山市総合コミュニティーセンターメインアリーナ
県総合 - 愛媛県総合運動公園体育館
武道館 - 愛媛県武道館
伊予市 - 伊予市民体育館
伊予三島 - 伊予三島運動公園体育館
宇和島 - 宇和島市総合体育館
大洲 - 大洲市総合体育館
伊方 - 伊方スポーツセンター
今治 - 今治市営中央体育館

### アリーナでの演出
- オレンジバイキングスのアリーナMCは、2018-19シーズンからMCトモティが務めている。
- ヒートデビルズ時代のスタジアムDJはMC MAX（愛媛開催除く）。MC MAXは大分県内の他のスポーツチーム(JFL・ヴェルスパ大分(前HOYO大分)、Jリーグ・大分トリニータ）のMCも務める。選手紹介時には、デビルズ所属経験のある相手チームの選手を大き目の声で紹介していた。また、デビルズの選手がゴールを決めると選手が事前にリクエストした曲を流していた。例えば、鈴木裕紀がゴールを決めた場合はDJ OZMAの「純情 〜スンジョン〜」を流していた。

### マスコット
チームマスコットは蜜柑をメインとしたバイキングをモチーフとしたキャラクター「オリバー」が2017年3月に登場し、同年10月に能田達規がデザインした「バルト」も登場した。2020-21シーズンからバルトの着ぐるみが登場するようになった。
ヒートデビルズ時代は、赤鬼の姿をした「DeeDee君（ディーディー君）」。DeeDee君のほかに、全身黒タイツに身を包んだ謎のキャラクター「Mr.D」がいた。

### パフォーマンスクルー
2018-19シーズンに結成した「SEIRENES」（セイレーネス）がホームゲームなどで活動している。2017-18シーズンまでの2シーズンは、チアダンスチーム「オレンジヴィーナス」が活動していた。
ヒートデビルズ時代は、チアダンスチーム「デビルガールズ」が活動していた。

## 歴史

### bjリーグ
2004年11月24日、日本初のプロバスケットボールリーグ、bjリーグの結成と概要が発表され、大分県を本拠とする新チーム・大分ヒートデビルズの参戦も発表された。

#### 2005-06シーズン

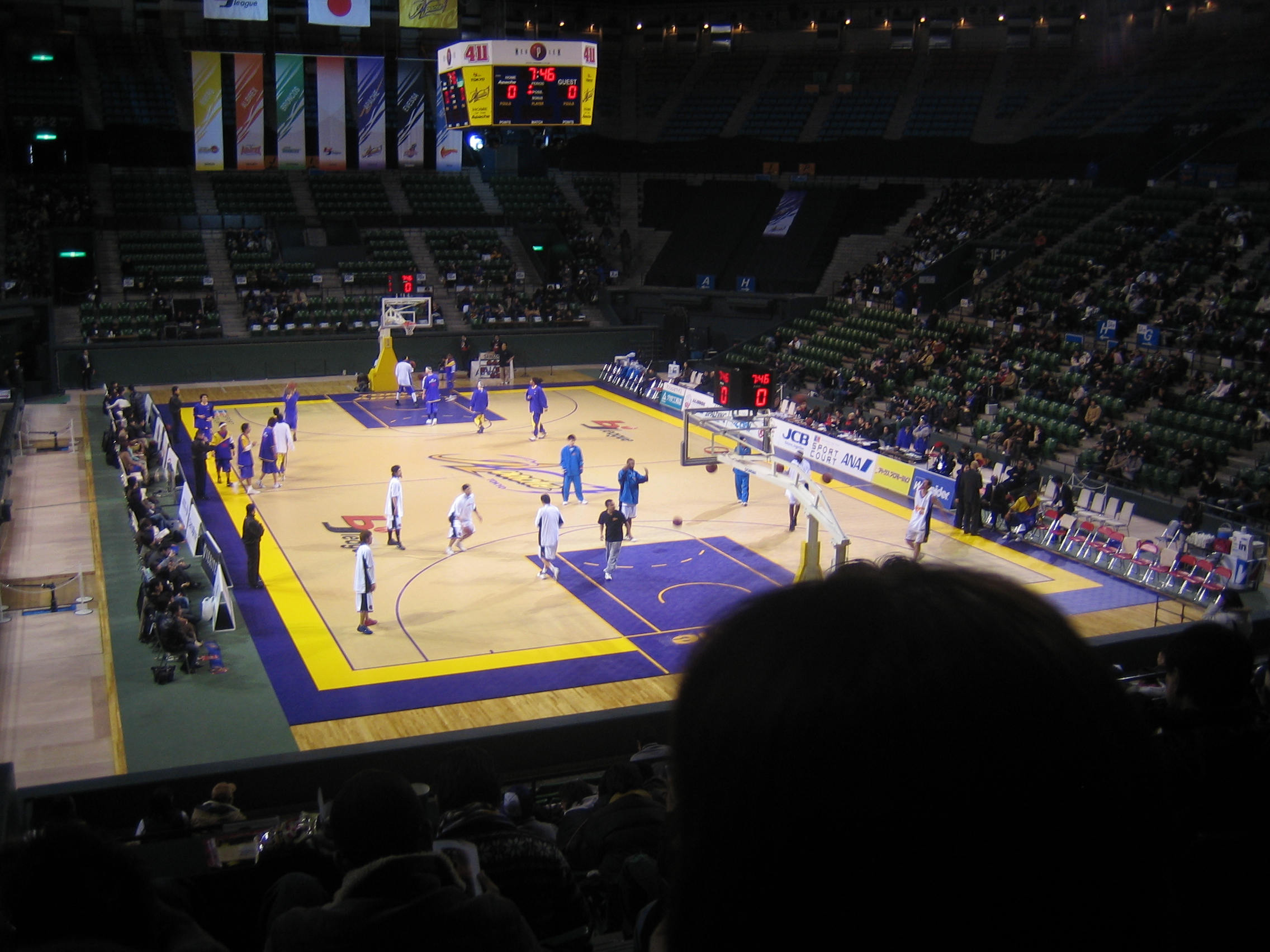
東京戦

bjリーグ発足初年度の2005-06シーズン、大分の布陣はセンターのゲイブリエル・ヒューズやフォワードのジャック・ハートマンらが高さのあるフロントラインを構成していた。長距離シュートを得意とするレナード・ホプキンスもチームの得点源。フォワードの栗野はbjリーグドラフト会議で全体1位指名を受けて入団した。ドラフトでは他に鈴木裕紀、佐藤博紀、島袋脩、三友康平、水町亮介を指名。
2005年11月5日にbjリーグが開幕。大分はなみはやドームで大阪と対戦し、100-95で初戦を勝利を飾った。翌週、別府市のビーコンプラザに仙台を迎え、初のホームゲームが開催された。しかしシーズン前半は6連敗を記録するなどチーム成績が低迷し、ヘッドコーチ（HC）のジョワン・オールドハムがシーズン途中で解雇された。代わってアシスタントコーチ（AC）だった桶谷大がHC代行に就任した。以降はチーム成績が上向いたものの最終的には15勝25敗と4位の仙台89ERSと3ゲーム差がつき、プレイオフ出場を逃した。ガードの鈴木裕紀はスリーポイントシュートの成功率でリーグ首位に立ち、ベスト5に選ばれた。

#### 2006-07シーズン
前シーズン途中からHC代行を務めていた桶谷が正式にHCに就任した。アンディー・エリスやクリス・エアーといったビッグマンを揃えつつも、ボールを持ったら相手陣内に入って得点を狙う走るバスケを展開している。ゲーム終盤に息切れし、相手に大量失点を許す試合が多かったが、22勝18敗でレギュラーシーズン4位となりプレイオフ進出が決定した。
プレイオフ・1stラウンド（セミファイナル）では大阪に敗れるも63-69と大健闘を見せ、3位決定戦で新潟を下しシーズン3位となった。

#### 2007-08シーズン
シーズンを前にエクソンモービルの元会長、ローレンス・ロールの長男で個人投資家であるビンス・ロールが資本参加。増資した3048株（1株5万円）のうち1700株を取得。発行済み株式（3918株）における持ち株比率は43.4%となり、1816株（46.4%）を所有する矢野裕史社長に次ぐ大株主となる。外国資本による日本国内のプロスポーツチームへの直接出資は初めてとなる。
東西2地区制が導入され、大分は大阪、高松（現香川）、新規参入の琉球および福岡とともにウエスタンカンファレンス所属となった。
シーズンは琉球と福岡に初勝利を献上するなど、苦戦を強いられる。大阪、高松が上位争いをしている間に、福岡とのプレイオフワイルドカード争いに巻き込まれる。大分は一時は大きく突き放すが、終盤に失速。福岡と1勝差の西地区4位となりプレイオフワイルドカードゲーム進出を逃した。シーズン終了後、2007-08シーズン終了まで契約を結んでいたHCの桶谷大が成績不振と本人の希望により、解任が決定した。

#### 2008-09シーズン
このシーズンから国民体育大会の成年バスケットボール競技にbjリーグチーム所属選手にも出場が認められることになり、大分国体に与那嶺翼、君塚大輔、佐藤博紀の3選手がbj選手として初めて出場した。結果は1回戦で福島県代表に敗れた。
HCには、前シーズンまでプレイングAC（選手とACを兼任）だった小川忠晴が就任。フリーエージェントによる移籍で新潟から佐藤公威を獲得した。
しかし、財政難から3年続けてドラフト指名を見送り、練習生であったセネガル人選手もJBL2のチームと契約した。また、前年までプレイしていた、水町、三友、青木勇人ら日本人選手は他のbjリーグのチームやJBLのチームへ移籍、もしくは現役を引退した。外国人選手もクリス・エアーやアンディー・エリスら前シーズンに在籍した外国人全員がチームを去り、代わりに福岡から移籍したジェフリー・プライスをはじめ、2mを超える長身の選手を揃えた。与那嶺翼をPGに据え、10人という少数精鋭でシーズン開幕を迎えたが、プレイオフに進出した2006-07シーズンの布陣と比べてかなり貧弱な顔ぶれとなってしまった。また、シュート力の低い選手が多く、得点の上がらない一つの要因になった。
前シーズンまでのチームとは一変し、スケールダウンした戦力の大分は富山と新規参入の滋賀には勝ち越したものの、福岡に1勝した以外は全敗、特に12月以降は6連敗、9連敗、15連敗と苦戦を強いられた。（この間の連敗を止めた相手はいずれも滋賀だった）得点力が上がらず、平均得点が2桁以上だったのは前出のプライスを含む外国人3人だけ、平均得点でも埼玉や滋賀を2点以上下回った。結果は西地区最下位で、勝ち星も前シーズンの19勝から半分以下の8勝、その過半数の5勝は新規参入チームの滋賀からあげたものだった。
2008-09シーズンは対戦相手よりも財政難、経営難という敵に苦しめられたシーズンであった。2007-08シーズンまでの3年間で約2億円の赤字を計上しているとされ、さらに大口スポンサーのビンス・ロールからの出資も打ち切られている事も判明。チーム経営には予断を許さない状況となり、体育館での練習時間も削られ、遠征には安価な旅客船を使用している。
対策として、レプリカジャージや当日自由席引換券6枚、当日割引券3枚などがついた360°ブースタープロジェクトとして、ブースタークラブ入場者3000人、平均観客動員数3000人を目標とした。シーズン中の2008年12月には、新運営会社の株式会社大分ヒートデビルズを設立し、旧運営会社の大分バスケットボール・コミュニケーションから経営陣も刷新された上で事業が引き継がれた。新会社に引き継いだ初年度の経営は約3500万円の赤字で経営改善は見られたが、未だに経営は苦しい状態である。

#### 2009-10シーズン
慢性的な経営不振で2009-10シーズンのリーグ継続参加も危ぶまれたため、リーグからシーズンチケット販売の差し止め等の措置が採られたが、2009年6月11日に再度新会社を設立して経営権を移すことを前提に継続参戦を認められた。8月に新たな運営会社として「株式会社大分ヒート」に引き継がれ新体制の下、再出発を図る。
HCは元NBAプレイヤーで東芝（現川崎）でのプレー経験もあるブライアン・ロウサムが就任。
新規外国人選手のマイク・ベル、リッキー・ウッズ、レミントン・チャン（シーズン途中で退団）、ラシャード・シングルトンが加入し、インサイドでの豪快なダンクシュートで観客を魅了するバスケスタイルに変貌した。シーズン途中には元大阪のマット・ロティックも加入し、チーム力とアウトサイドの強化も進んだ。
シーズン終盤までプレイオフ進出を滋賀と争い、結局プレイオフ進出はならなかったが、前シーズンの3倍以上となる25勝を上げ、西地区7チーム中5位でシーズンを終えた。

#### 2010-11シーズン
新HCにエル・ジェイ・ヘップを、ACにトニー・ハンソンを迎える。
選手ではかつて大分に在籍していた青木勇人と三友康平が復帰。外国人ではマット・ロティックの残留が早々に決定。他の外国人は入れ替えをし、デミアン・ジョンソンらが加入。
シーズン途中までプレーオフ圏内の位置を保っていたが、3月に東北地方太平洋沖地震が発生すると、ロティックとジョンソン以外の外国人選手とヘップHCがチームから離脱。残り試合はハンソンACが指揮を執ったが、戦力の落ち込みが激しく、西地区9チーム中7位となり、プレーオフ進出を果たすことはできなかった。

#### 2011-12シーズン
オフに再び資金難でシーズン参加が危ぶまれる事態となったため、「想い届けて!プロジェクト」を展開し、ブースターの寄付を募った。そして鈴木や小原ら選手も資金集めに奔走した結果、2011-2012シーズンへの参戦が決定した。不在だったHCには鈴木裕紀が現役を引退して就任した。澤岻直人やウェンデル・ホワイトら有力選手を獲得した。シーズン終盤にチーム新記録の7連勝を記録したが、西地区9チーム中7位となり、プレイオフ進出はならず。

#### 2012-13シーズン
鈴木体制の2シーズン目。外国人選手を含め前シーズンの主力選手の多くが残留したのに加え、FA権の行使による移籍で清水太志郎や波多野和也といった有力日本人選手が加入。アウェイでの開幕戦で浜松戦に95-54で大勝すると3戦目から6連勝しスタートダッシュに成功したが、11月に入ると財政難が表面化する。給与未払いなどの問題に伴って外国人選手と澤岻がチームを離脱、12月1日、2日の琉球戦では特例として日本人選手8人のみベンチ入りして試合を行った（その後、波多野も島根に移籍）。12月3日に運営会社「大分ヒート」はbjリーグ退会を申し入れ、リーグ側もこれを受理。シーズン終了までのチーム運営についてはリーグが11月22日に設立した一般社団法人「テンポラリーゲームオペレーション」（TGO）が引き継いだ。これによって、大分は（一般社団法人を介した間接的なものであるが）bjリーグの管理下に置かれる初のクラブとなった。
主力選手が大量離脱したチームは13連敗を喫するなどプレイオフ進出圏外に順位を落としたが、この間TGOによりガードのバーデル・ジョーンズ3世やインサイドのアンドレ・コインブラ、トーマス・グラナド、ピー・ジェイ・アラウォーヤら新たな外国人選手の補強が進められると、チームの連携が向上したリーグ戦終盤にはチームタイの7連勝を記録するなど盛り返して西地区10チーム中8位でシーズンを終えた。

#### 2013-14シーズン
2013年5月1日、大分県バスケットボール協会の有志が新運営会社「バスケで」を設立し、TGOから運営を引き継いだ。その際、日本バスケットボール協会側から協会が設立した新リーグ・NBL参加を求めてアプローチをかけられていたが、bjリーグ残留を選んだ。メインスポンサーは決まらなかったため、ユニフォームに「おんせん県おおいた」のロゴを掲示する（ロゴ掲示に伴う県からの資金提供はなし）。
鈴木体制の3シーズン目。日本人選手は高田秀一、大城弘樹を獲得。外国人はジョーンズ3世が残留し、新たにデヴォーン・ジャイルズらと契約を結んで迎えた、大分県立総合体育館での開幕カード・琉球戦（10月5日・6日）は連敗したが、次節橿原公苑での奈良戦でシーズン初勝利。
大分銀行ドームで開催する予定であった10月25・26日の奈良戦は、開閉式屋根付きとは言え日本プロバスケ史上初めて屋外施設で開かれる公式戦となるはずであったが、台風第27号による強風の影響を受ける可能性があるとして、試合開催当日にbjリーグコミッショナーの判断により2試合とも中止となった。なお、25日は開催可能と判断した主催者と両チームのヘッドコーチの協議により試合が行われたが、エキシビションマッチ扱いとなり公式記録には残らない。リーグが開催中止を正式決定したのは試合開始後だったため、選手は試合終了まで公式戦のつもりで試合をしていた。26日は試合中止となった代わりとしてブースター感謝祭を開催した。この試合の代替は大銀ドームでの開催も含め、この段階では調整中だった。
11月に入って9日の滋賀戦（コンパルホール・多目的ホール）から5連勝を記録し、福岡戦で活躍した高田が週間MVPを受賞。借金を返済した上、その後も勝ち星を積み重ね、12月9日に島根に88-65で快勝した時点でウエスタン2位にまで浮上した。年末に4連敗を喫したが年明け最初のアウェイ京都戦（福知山）に連勝し、清水太志郎が週間MVPを獲得。
しかし次の試合からは1勝を挟んで6連敗、5連敗と負けが込んだため7位に順位を下げ、シーズン終盤は大阪や高松とプレーオフ圏内の6位を争った。3月21日からの島根戦（ダイハツ九州アリーナ）で後半戦初の連勝を記録。続いて3月30日にアウェイで琉球に勝利（今シーズンアウェイで琉球に勝利したのは東京と大分のみ）。4月2日・3日には10月に中止になったの奈良戦の代替試合が組まれ、元々予定されていた5日・6日の試合と合わせて大分県立総合体育館で奈良と4連戦を行うこととなった。この連戦で下位の奈良を相手に勝ち星を積み重ねてプレイオフ争いで優位に立ちたいところであったが、初戦であげた1勝のみに留まり、逆にプレイオフが遠のく。その後も連敗が続き、4月26日の高松戦（べっぷアリーナ）に敗れた時点でウエスタン8位が決定した。

#### 2014-15シーズン
鈴木体制の4シーズン目。外国人選手は全員入れ替え。チーム発足時以来9年ぶりにドラフト会議で指名した坂東玲央や前群馬の奥本友人を獲得。2シーズン前の主力選手の波多野和也、澤岻直人（開幕後11月）と再契約した。ウエスタン7位となり2006-07シーズン以来8シーズンぶりのプレイオフ出場が決定。プレイオフ・ファーストラウンドでは、アウェイでウエスタン2位の琉球を相手に第1戦を74-67で勝利。第2戦に敗れた後、第3戦も善戦したが18-23で敗れて敗退した。
シーズン終盤、運営母体のバスケでが経営危機により2014-15シーズンを最後にチームの運営から撤退、愛媛県に設立される新会社へチームを譲渡する方針であることを明らかにした。譲渡後の新チームは2015-16シーズンは暫定的に大分県と愛媛県のダブルフランチャイズ制を採るが、bjリーグとNBLが統合されて発足する新トップリーグジャパン・プロフェッショナル・バスケットボールリーグ（B.LEAGUE）が開始される2016-17シーズン以降本格的に愛媛県を本拠地とする予定。一方でバスケでは地域リーグを念頭に新チームを設立する方針を示している。
シーズン終了後、在籍したコーチ・選手は高倉佑貴を除き退団した。

#### 2015-16シーズン
前述のとおりダブルフランチャイズ制となり「大分・愛媛ヒートデビルズ」にチーム名を変更した。ホームゲーム26試合のうち10試合を愛媛県内で開催する。運営会社はケービーシートータルサービス。
指導体制・選手陣容も一新し、監督・HCに梅田智之、ACに岡田修が就任。松山市出身の俊野達彦、俊野佳彦兄弟や伴晃生を獲得。その他米倉貴之、飯島康夫、岡本将大、原毅人、天貴涼太、和田幸己、パトリック・サイモン、チェハーレス・タプスコット、トラビス・デロチョウスキーが加入。8月にはアメリカ合衆国・シアトルで合宿を行った。
開幕2戦目の福岡戦（コンパルホール）でシーズン初勝利したが、次戦より9連敗して下位に低迷。1月、成績不振を理由に河合竜児を新HCに招聘し、梅田監督、岡田ACは退団した。シーズン途中に、翌シーズンからチーム名を「愛媛オレンジバイキングス」に変更することが決定したため、最終節は「ヒートデビルズ」としての最後のホームゲームをべっぷアリーナで行う予定であったが、熊本地震の影響で中止となった。順位はウエスタン12チーム中10位。

### B.LEAGUE

#### 2016-17シーズン（B2 西地区）
愛媛に本拠地を完全移転し、「愛媛オレンジバイキングス」にチーム名を変更した。運営会社もエヒメスポーツエンターテイメントに変更。ヘッドコーチは前シーズンに引き続き河合が務める。前シーズン契約していた俊野兄弟や岡本らと継続契約したうえで、新戦力として中島良史、笠原太志、ジョシュア・クロフォード、クレイグ・ウィリアムス・ジュニアらと契約。
B2リーグ開幕戦は9月24日に伊予市民体育館で広島と対戦し、64-108で敗れ、そのまま開幕4連敗。10月7日に松山総合コミュニティセンターで開催された開幕5戦目の鹿児島戦を90-83で制してB2初勝利をあげるとそのまま4連勝した。その後は西地区上位チームに敗れて黒星が先行していたが、東地区のチームとの対戦が始まると勝利が増え、1月28日の東京EX戦から3月11日の奈良戦まで、1敗を挟んで4連勝と8連勝を達成し、一時は勝率が5割を超えた。最終成績では5割に一歩届かず29勝31敗でウエスタン4位。

#### 2017-18シーズン（B2 西地区）
新HCにリチャード・グレスマンが就任。シーズン開幕前の新加入選手は、前仙台の楯昌宗、元広島ライトニングの冨岡大地、前香川のチェハーレス・タプスコット（大分・愛媛時代以来2シーズンぶりの復帰）とニカ・ウィリアムズ、ワシントン州立大学卒のコナー・クリフォード。開幕直後に前群馬の矢代雪次郎が加入。
初出場した天皇杯全日本選手権では5回戦でB1の三遠を破り、6回戦（ベスト16）まで進出した。
リーグ戦は9月30日の開幕戦で東京Zに82-71で勝利。10月14日のホーム開幕の香川戦での勝利を皮切りに7連勝を記録。11月4日には開幕から12戦無敗だった福岡を93-86で破り、シーズン前半は首位争いに加わった。1月から3月に失速して順位を下げたが、4月は月間6勝3敗と盛り返した。最終結果は33勝27敗の西地区4位。リーグ戦の勝ち越しは愛媛としては初めてで、大分時代を含めても2006-07シーズン以来11シーズンぶりである。個人成績ではタプスコットが得点王を獲得した。

#### 2018-19シーズン（B2 西地区）
グレスマン体制の2シーズン目。オフシーズンに俊野兄弟やタプスコット、ウィリアムズ、クリフォードら主力が移籍した。高畠佳介、小原良公、新外国籍選手3名らが新たにチームに加わった。開幕から4連敗した後巻き返すことはできなかった。終盤にも1勝を挟んで5連敗、7連敗、4連敗と連敗が続き、前シーズンから勝ち星を大幅に減らし、20勝40敗で西地区5位となった。
シーズン途中の2月に明星大学の岡田泰希が特別指定選手として入団した（2019-20シーズン、2020-21シーズンも特別指定選手としてシーズン途中からチームに合流）。

#### 2019-20シーズン（B2 西地区）
グレスマン体制の3シーズン目。オフシーズンにヒートデビルズ時代から在籍していた岡本が退団。俊野達彦、タプスコットが2シーズンぶりに復帰した。松井陸、伊集貴也、プイ・エリマン、クリス・ブレディ、速井寛太が新加入した。シーズン途中には西宮に在籍していた俊野佳彦も2シーズンぶりに復帰した。シーズン序盤は連勝が無く、下位に甘んじていたが、11月から12月にかけて8連勝を記録。西地区3位に浮上し、さらにプレイオフ自動進出圏内の2位を目指したが、以降は2連勝が最高で上位には届かなかった。3月27日に新型コロナウイルス感染拡大によりシーズン打ち切りが決定。24勝23敗で2シーズンぶりに勝率5割以上を達成。Bリーグ発足後最高順位の西地区3位でシーズンを終えた。個人成績ではタプスコットが自身3度目のとなるB2得点王を獲得。

#### 2020-21シーズン（B2 西地区）
新HCにB1新潟で地区優勝の実績がある庄司和広が就任。
開幕までにユージーン・フェルプス、ペリー・エリス、ライアン・ステファン、坂田央、坂井耀平、山田友哉（新人）、大﨑翔太（島根から期限付き移籍）、小澤智将（広島から期限付き移籍）、長谷川武（11月8日までの短期契約）が新たに入団した。新型コロナウイルス感染拡大の影響によるステファン以外の外国籍選手の合流遅れと、俊野達彦の開幕直前に故障により、開幕から8連敗を喫した。外国籍選手合流から数試合後の10月28日の名古屋戦でシーズン初勝利するとその試合から5連勝して最下位を脱出した。
4月2日、庄司HCが過去のパワハラ行為により、リーグより3カ月間の公式試合に関わる全職務停止処分を受けた。これに伴い髙橋哲也アソシエイトコーチがHC代行として指揮を執ることとなった。シーズン中盤以降、主力の離脱などにより勝ち星を伸ばせず17勝38敗で西地区8チーム中最下位となった。

#### 2021-22シーズン（B2 西地区）
前奈良の間橋健生が新HCに就任した。庄司前HCはACとなった。
新加入選手は前富山の城宝匡史、ニュージーランドで活動していた八幡圭祐、前新潟の石井峻平、前三遠の山本柊輔、ライアン・クリーナー。アンドリュー・フィッツジェラルドが3シーズンぶりに復帰した。シーズン途中の1月に拓大の平良陽汰と契約。3月にB3しながわシティより鈴木悠介がレンタル移籍で加入した。また、1月から3月まで特別指定選手として京都産業大学の宇都宮陸が所属した。
開幕から10戦で1勝9敗だったが、2月・3月に計12勝3敗を記録してプレイオフ・ワイルドカード争いに加わった。しかし3月末以降、コロナウイルスの影響で9試合連続で中止となり、上位チームとの差が縮まらずプレイオフ進出はならなかった。最終成績は22勝25敗で西地区7チーム中5位。

#### 2022-23シーズン（B2 西地区）
間橋HCが退任、庄司ACがHCに復帰した。
3名の外国籍選手全員と継続契約し、前山形の河野誠司、前静岡の飛田浩明、前熊本の古野拓巳が新加入した。プレイオフ進出争いに加わったが、西地区7チーム中4位、リーグ全体14チーム中9位となり、プレイオフ進出はならなかった。

#### 2023-24シーズン（B2 西地区）
庄司HCが退任し、保田尭之がGM兼HCに就任。
シーズン成績は西地区最下位となったものの、全体順位では12位に踏みとどまり、B2残留。

#### 2024-25シーズン（B2 西地区）
保田体制2シーズン目。

## 成績

### bjリーグ
| 年度    | レギュラーシーズン | レギュラーシーズン | レギュラーシーズン | レギュラーシーズン | レギュラーシーズン | レギュラーシーズン | レギュラーシーズン | レギュラーシーズン | 最終結果 | HC                                           | 備考                     |
| 年度    | 勝                 | 敗                 | 勝率               | ゲーム差           | 得点               | 失点               | 得失点差           | 順位               | 最終結果 | HC                                           | 備考                     |
| ------- | ------------------ | ------------------ | ------------------ | ------------------ | ------------------ | ------------------ | ------------------ | ------------------ | -------- | -------------------------------------------- | ------------------------ |
| 2005-06 | 15                 | 25                 | .375               | 16.0(3.0)          | 80.3               | 84.3               | -4.0               | 5位                | 5位      | ジョワン・オールドハム →桶谷大(代行)         | bjリーグ初年度           |
| 2006-07 | 22                 | 18                 | .550               | 7.0                | 82.6               | 81.2               | +1.4               | 4位                | 3位      | 桶谷大                                       | ファイナル4出場          |
| 2007-08 | 19                 | 25                 | .432               | 12.0(1.0)          | 84.3               | 86.4               | -2.1               | 西4位              | 8位      | 桶谷大                                       | カンファレンス制導入     |
| 2008-09 | 8                  | 44                 | .154               | 33.0(14.0)         | 74.8               | 85.6               | -10.8              | 西6位              | 12位     | 小川忠晴                                     |                          |
| 2009-10 | 25                 | 27                 | .481               | 9.0(4.0)           | 81.2               | 84.4               | -3.2               | 西5位              | 9位      | ブライアン・ロウサム                         |                          |
| 2010-11 | 16                 | 32                 | .333               | 17.0(7.0)          | 76.1               | 80.9               | -4.8               | 西7位              | 12位     | エル・ジェイ・ヘップ →トニー・ハンソン(代行) | 東日本大震災で4試合中止  |
| 2011-12 | 23                 | 29                 | .442               | 16.0(5.0)          | 80.8               | 82.5               | -1.7               | 西7位              | 13位     | 鈴木裕紀                                     |                          |
| 2012-13 | 21                 | 31                 | .404               | 21.0(7.0)          | 75.3               | 83.0               | -7.7               | 西8位              | 14位     | 鈴木裕紀                                     |                          |
| 2013-14 | 20                 | 32                 | .385               | 23.0(4.0)          | 73.4               | 75.2               | -1.8               | 西8位              | 16位     | 鈴木裕紀                                     |                          |
| 2014-15 | 18                 | 34                 | .346               | 26.0(-)            | 73.8               | 78.9               | -5.1               | 西7位              | 9位      | 鈴木裕紀                                     | プレイオフ 地区1回戦出場 |
| 2015-16 | 16                 | 34                 | .320               | 24.0(3.0)          | 84.8               | 90.1               | -5.3               | 西10位             | 20位     | 梅田智之 →河合竜児                           | 熊本地震で2試合中止      |
| 計      | 203                | 331                | .380               |                    |                    |                    |                    |                    |          |                                              |                          |

ゲーム差は()外は1位、()内はプレイオフ圏との差をそれぞれ表している

## タイトル・表彰

### B.LEAGUE
- 得点
  - 2017-18 チェハーレス・タプスコット
  - 2019-20 チェハーレス・タプスコット
- アシスト
  - 2021-22 俊野達彦

### bjリーグ
- ベスト5
  - 2005-06 鈴木裕紀
  - 2006-07 アンディー・エリス
  - 2007-08 アンディー・エリス
- 得点
  - 2007-08 アンディー・エリス
- スティール
  - 2005-06　ジャック・ハートマン
- 3ポイント成功率
  - 2005-06 鈴木裕紀
  - 2007-08 鈴木裕紀

### 月間MVP
- 2007年2月　マイキー・マーシャル
- 2010年1月　リッキー・ウッズ
- 2012年3月　T・J・カミングス
- 2013年3月　清水太志郎

### 週間MVP
- 2007年2月16・17日　マイキー・マーシャル
- 2007年3月17・18日　アンディー・エリス
- 2008年2月8-10日　アンディー・エリス
- 2008年3月15・16日　与那嶺翼
- 2008年11月29・30日　ジェフリー・プライス
- 2009年11月14・15日　マイク・ベル
- 2010年1月13-17日　リッキー・ウッズ
- 2010年2月27・28日　リッキー・ウッズ
- 2012年1月20-22日　澤岻直人
- 2012年2月10-12日　T・J・カミングス
- 2013年3月2・3日　清水太志郎
- 2013年11月15-17日　高田秀一
- 2013年12月28日-2014年1月5日　清水太志郎
- 2015年2月6日-8日 トッド・オブライエン
- 2015年11月28日・29日 俊野達彦

## 主なチーム記録
- 連勝 
  - bjリーグ 7連勝（2011-12シーズン、2012-13シーズン）
  - B2リーグ 8連勝（2016-17シーズン、2019-20シーズン）
- 連敗
  - bjリーグ 15連敗（2008-09シーズン）
  - B2リーグ 8連敗（2020-21シーズン）

## 下部組織
愛媛オレンジバイキングスアカデミーが県内でバスケットボールスクールを運営している。2018年にユース（U15）チームを設立している。